# Paulchoffatiinae
Paulchoffatiinae è una sottofamiglia di mammiferi estinti vissuti perlopiù nel Giurassico superiore, sebbene un paio di generi si siano estinti intorno al primo Cretaceo. Alcuni fossili dal medio Giurassico dell'Inghilterra possono rappresentare antenati basali. I loro resti sono stati documentati da Portogallo, Spagna e Inghilterra. Erano membri dell'ordine dei Multituberculata. Furono tra i loro primi rappresentanti come tutti gli appartenenti al sottordine informale dei Plagiaulacida. I Paulchoffatiinae furono classificati da G. Hahn nel 1971, in onore del geologo portoghese Léon Paul Choffat.
Il sito di ritrovamento dei fossili più produttivo è senz'altro Guimarota, in Portogallo.  Tuttavia la maggior parte di questi resti consistono in frammenti parziali di mascelle e mandibole e di denti, e solo in un caso, (Kuehneodon), è stato possibile far combaciare la mascella superiore con quella inferiore. Data la scarsità dei ritrovamenti ed il loro precario stato di conservazione è possibile che alcuni resti ascritti a specie e generi diversi appartengano invece al medesimo individuo, sicché la biodiversità della sottofamiglia potrebbe essere suscettibile di revisione. Ma poiché oggigiorno il sito è una miniera di carbone sommersa e in disuso, ulteriori scavi sono improbabili. Comunque nuovi siti potrebbero celare altri resti per un'ulteriore analisi che faccia chiarezza sulla filogenia dei Paulchoffatiini.

## Tassonomia
Sottoclasse  †Allotheria Marsh, 1880
- Ordine †Multituberculata Cope, 1884:
  - Sottordine †Plagiaulacida Simpson, 1925
    - Famiglia †Paulchoffatiidae Hahn, 1969
      - Sottofamiglia †Paulchoffatiinae Hahn, 1971
        - Genere †Paulchoffatia Kühne, 1961
          - Specie †P. delgadoi Kühne, 1961

        - Genere †Pseudobolodon Hahn, 1977
          - Specie †P. oreas Hahn, 1977
          - Specie †P. krebsi Hahn & Hahn, 1994

        - Genere †Henkelodon Hahn, 1987
          - Specie †H. naias Hahn, 1987

        - Genere †Guimarotodon Hahn, 1969
          - Specie †G. leiriensis Hahn, 1969

        - Genere †Meketibolodon (Hahn, 1978) Hahn, 1993
          - Specie †M. robustus (Hahn, 1978) Hahn, 1993

        - Genere †Plesiochoffatia Hahn & Hahn, 1999
          - Specie †P. thoas Hahn & Hahn, 1998
          - Specie †P. peparethos Hahn & Hahn, 1998
          - Specie †P. staphylos Hahn & Hahn, 1998

        - Genere †Xenachoffatia Hahn & Hahn, 1998
          - Specie †X. oinopion Hahn & Hahn, 1998

        - Genere †Bathmochoffatia Hahn & Hahn, 1998
          - Specie †B. hapax Hahn & Hahn, 1998

        - Genere †Kielanodon Hahn, 1987
          - Specie †K. hopsoni Hahn, 1987

        - Genere †Meketichoffatia Hahn, 1993
          - Specie †M. krausei Hahn, 1993

        - Genere †Galveodon Hahn & Hahn, 1992
          - Specie †G. nannothus Hahn & Hahn, 1992

        - Genere †Sunnyodon Kielan-Jaworowska & Ensom, 1992
          - Specie †S. notleyi Kielan-Jaworowska & Ensom, 1992